# Distancia de Hausdorff

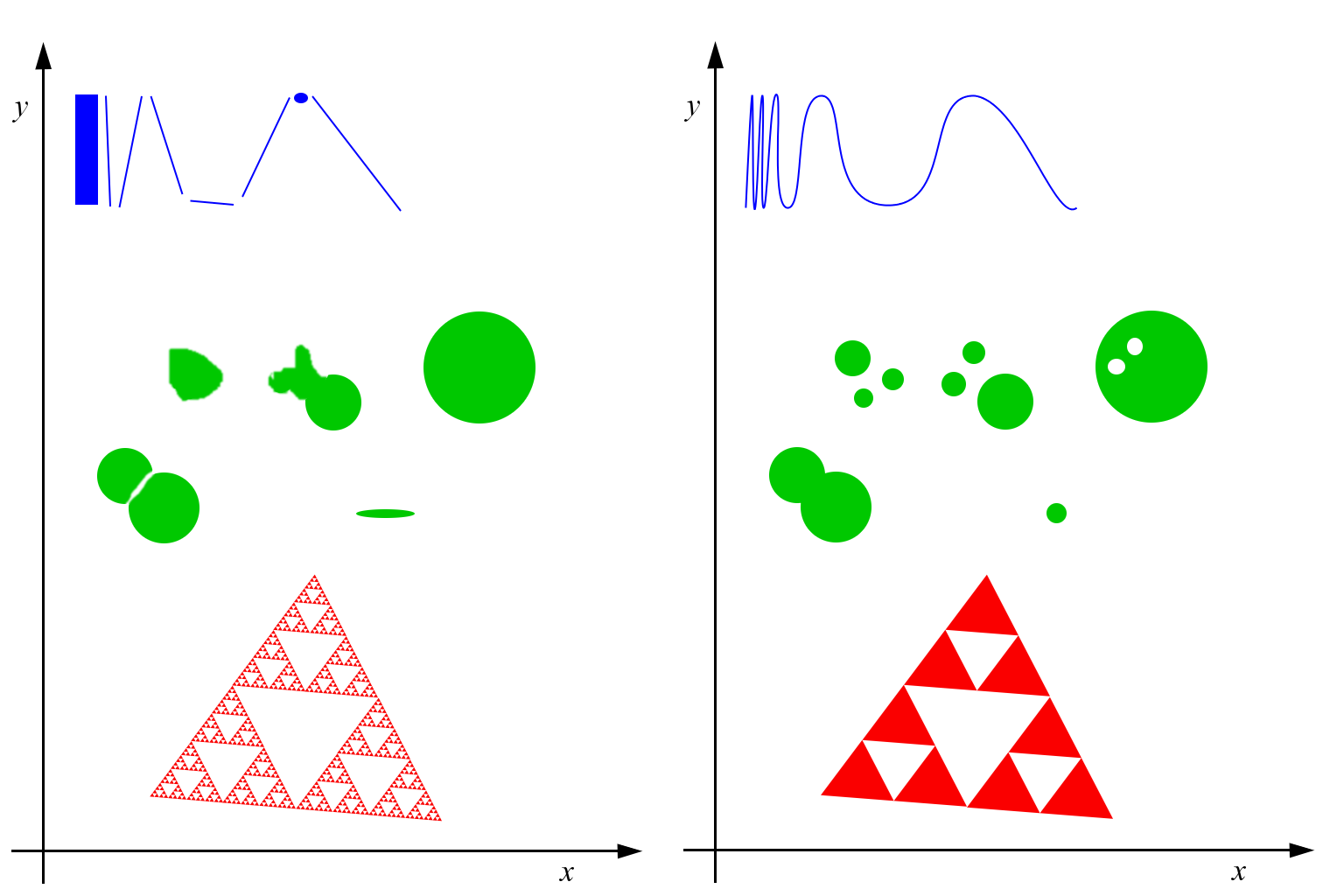
Los conjuntos coloreados en el panel izquierdo tienen una distancia de Hausdorff bastante pequeña con respecto a los conjuntos correspondientes en el derecho.

La distancia de Hausdorff mide cuan lejos están uno de otro dos subconjuntos compactos de un espacio métrico.  Vea convergencia de Gromov-Hausdorff para un desarrollo adicional.

## Definiciones
Sean X y Y dos subconjuntos compactos de un espacio métrico M.  Entonces la distancia de Hausdorff dH(X, Y) es el mínimo número r tal que alguna r-vecindad cerrada de X contiene a Y y alguna r-vecindad cerrada de Y contiene a X.  Es decir, si dist(x,y) denota la distancia en M entonces:

{\displaystyle d_{H}(X,Y)=\max\{d_{1},d_{2}\},\qquad {\begin{cases}d_{1}=\sup _{x\in X}\inf _{y\in Y}{\mbox{dist}}(x,y)\\d_{2}=\sup _{y\in Y}\inf _{x\in X}{\mbox{dist}}(x,y)\}\end{cases}}}

Esta función de distancia convierte al conjunto de todos los subconjuntos compactos de M en un espacio métrico, digamos F(M). La topología de F(M) depende solamente de la topología de M.  Si M es compacto entonces así es F(M). Otra manera alternativa de expresar la distancia de Hausdorff es:

{\displaystyle d_{H}(X,Y)=\inf\{\delta :A\subset B_{\delta }\land B\subset A_{\delta }\}}

donde:
{\displaystyle A_{\delta }=\{x:{\mbox{dist}}(x,A)<\delta \},\quad B_{\delta }=\{x:{\mbox{dist}}(x,B)<\delta \}\,}
Se puede comprobar el que conjunto de todos los conjuntos compactos de un espacio métrico con esta distancia forma un espacio métrico completo.
La distancia de Hausdorff se puede definir de la misma manera para subconjuntos cerrados no compactos de M, pero en este caso la distancia pueden tomar valor infinito y la topología de F(M) comienza a depender de la métrica particular de M (no solamente de su topología).  La distancia de Hausdorff entre los subconjuntos no cerrados se puede definir como la distancia de Hausdorff entre sus clausuras.  Da una pre-métrica (o seudométrica) en el conjunto de todos los subconjuntos de M (la distancia de Hausdorff entre cualesquiera dos conjuntos y con las mismas clausuras es cero).  En geometría euclidiana a menudo se utiliza su análogo, distancia de Hausdorff módulo isometría. Es decir, sean X y Y dos figuras compactas en un espacio euclidiano, entonces DH(X, Y) es el mínimo de dH(I(X), Y) sobre todas las isometrías I del espacio euclidiano.  Esta distancia mide cuan lejos están X y Y de ser isométricos.
- Datos: Q1501997